# La Gare Saint-Lazare
Pour les articles homonymes, voir Saint-Lazare.
La Gare Saint-Lazare est une série de douze toiles représentant la gare parisienne de Saint-Lazare, réalisées par Claude Monet, lorsqu'il s'intéressa à la vie moderne de son temps après s'être inspiré des paysages ruraux.

## SérieGare Saint-Lazare

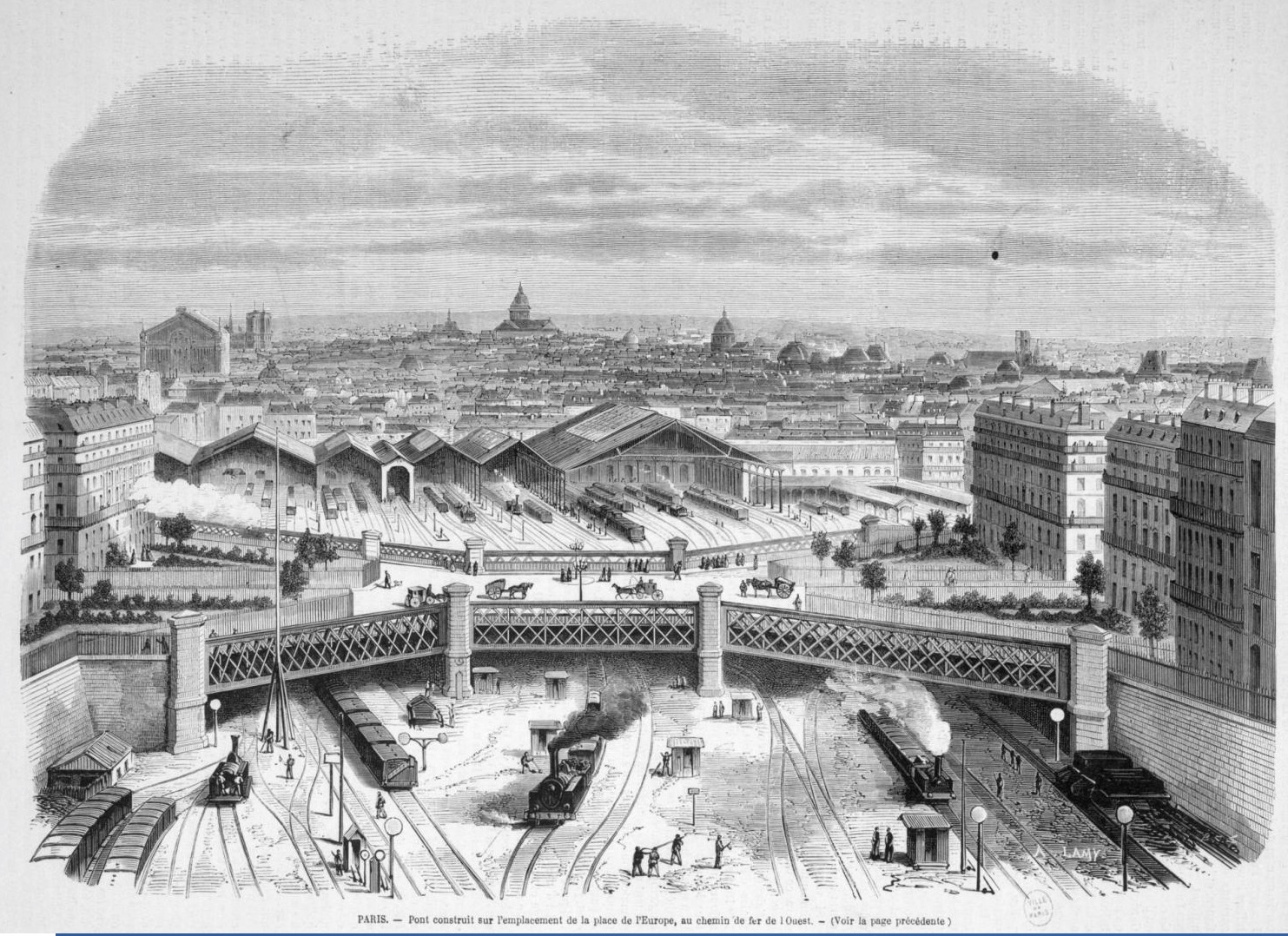
La gare en 1868.

Monet choisit délibérément de représenter la gare Saint-Lazare enfumée en réponse à la critique faite à son tableau, Impression, soleil levant, lors de la première exposition des peintres impressionnistes d'avril 1874. Il demande au directeur de la compagnie des chemins de fer de l'Ouest l’autorisation de peindre la gare Saint-Lazare, ajoutant qu'il a hésité avec la gare du Nord. Le directeur lui accorde les meilleures conditions pour son projet. 
Claude Monet présente à la troisième exposition des impressionnistes, en avril 1877 douze versions de La Gare Saint-Lazare. Il choisit le thème du progrès technique alors très en vogue. Émile Zola admirera ces tableaux, dont il s'inspirera douze ans plus tard pour écrire La Bête humaine. Monet s'inspire des changements dont il est témoin, liés à la première révolution industrielle. Ainsi, il délaisse les thèmes classiques pour se consacrer à la modernité. Pour Paris, c'est l'époque haussmannienne comme on peut le voir avec les bâtiments en arrière-plan et, pour la gare Saint-Lazare, celle de l'ingénieur Eugène Flachat qui réalise le pont de l'Europe et l'agrandissement de la gare avec du verre et de l'acier, caractéristiques des transformations architecturales de cette époque. 
La Gare Saint-Lazare est la première série de Monet qui se focalise sur un thème unique ; plus tard, il y aura Les Meules ou Les Nymphéas.
Monet réalise donc douze tableaux de la gare dans des conditions atmosphériques variées et avec des points de vue divers. Il essaie de peindre ses émotions d'un espace avec plusieurs toiles comme s'il était impossible de rendre toutes ses impressions en un seul tableau ; de plus, celles-ci peuvent changer selon l'heure ou le temps de la journée :

« Je me dis qu'il ne serait pas banal d'étudier à différentes heures du jour le même motif et de noter les effets de lumière qui modifiaient d'une façon si sensible, d'heure en heure, l'apparence et les colorations de l'édifice. »

— Extrait de L'Impressionnisme et son époque.
Monet vend la toile actuellement au musée d'Orsay, à Gustave Caillebotte le 10 mars 1878. Elle reste dans sa collection jusqu'en 1894, avant d'être accepté par l'État à titre de legs aux musées nationaux.

## Liste
| Titre                                                 | Musée                                    | Ville     | Pays        | Technique       | Dimensions (cm) | Année | #    | Illustration |
| ----------------------------------------------------- | ---------------------------------------- | --------- | ----------- | --------------- | --------------- | ----- | ---- | --- |
| La Gare Saint-Lazare                                  | Musée d'Orsay                            | Paris     | France      | Huile sur toile | 75 × 105        | 1877  | W438 | |
| La Gare Saint-Lazare, arrivée d'un train              | Fogg Art Museum                          | Cambridge | États-Unis  | Huile sur toile | 81,9 × 101      | 1877  | W439 | |
| Arrivée du train de Normandie, gare Saint-Lazare      | Institut d'art de Chicago                | Chicago   | États-Unis  | Huile sur toile | 60.3 × 80,2     | 1877  | W440 | |
| La Gare Saint-Lazare                                  | National Gallery                         | Londres   | Royaume-Uni | Huile sur toile | 53 × 72         | 1877  | W441 | |
| Le Pont de l'Europe, gare Saint-Lazare                | Musée Marmottan Monet                    | Paris     | France      | Huile sur toile | 64 × 81         | 1877  | W442 | |
| Extérieur de la gare Saint-Lazare, effet de soleil    | Collection privée, vente Christie's 2018 |           |             | Huile sur toile | 60 × 81         | 1877  | W443 | |
| Extérieur de la gare Saint-Lazare, arrivée d'un train |                                          |           |             | Huile sur toile | 60 × 72         | 1877  | W444 | |
| Les Voies à la sortie de la gare Saint-Lazare         | Musée Pola                               | Hakone    | Japon       | Huile sur toile | 60 × 80         | 1877  | W445 | |
| La Gare Saint-Lazare, vue extérieure                  | Collection privée, vente Christie's 2018 |           |             | Huile sur toile | 60 × 80         | 1877  | W446 | "La Gare Saint-Lazare, vue extérieure" (1877) de Claude Monet (W446)                                                      |
| La Gare Saint-Lazare, vue extérieure                  | Collection privée                        |           |             | Huile sur toile | 64 × 81         | 1877  | W447 | |
| La Gare Saint-Lazare à l'extérieur (le signal)        | Musée de Basse-Saxe                      | Hanovre   | Allemagne   | Huile sur toile | 65 × 81         | 1877  | W448 | "La Gare Saint-Lazare à l'extérieur (le signal)" (1877) de Claude Monet - Niedersächsisches Landesmuseum Hannover (W 448) |
| La Tranchée des Batignolles                           | Collection Würth                         | Rome      | Italie      | Huile sur toile | 38 × 46         | 1877  | W449 | |